# Armine Sinabian
Armine Sinabian, född 1985, är en svensk-armenisk boxare från Uppsala. 
Armine började boxas runt 10 års ålder. Hennes främsta meriter är SM-guld 2006 och 2011, JSM-guld 2003, samt guldmedalj på armeniska mästerskapen 2011 och 2012. 
Den största framgången på den internationella scenen är ett EM-silver i 64-kilosklassen 2011, tävlande för Armenien. 